# ويتني هيوستن
ويتني إليزابيث هيوستن (بالإنجليزية: Whitney Elizabeth Houston)‏، ولدت 9 أغسطس 1963، وتوفيت 11 فبراير 2012، مغنية بوب وممثلة أمريكية، فازت بالعديد من الجوائز منها 21 من جوائز الموسيقى الأمريكية، و 6 جوائز غرامي وجائزتي إيمي.
أما في مجال التمثيل فقد مثلت عددًا من الأفلام منها «انتظر لتتنفس» و «زوجة الواعظ»، لكن أشهر أفلامها وأنجحها كان فيلم «الحارس الشخصي» سنة 1992 إذ حقق إيرادات تبلغ 410 مليون دولار عالميًا، اشتهرت ويتني بصوتها النادر ومن أشهر أغانيها أغنية «سأحبك دائمًا» التي حققت مبيعات عالية. 
أصدرت هيوستن 7 ألبومات غنائية وموسيقية، حصلت جميعها على جوائز من رابطة جمعية صناعة التسجيلات الأمريكية. أثّرت جاذبيتها الطاغية في قوائم الموسيقى الشعبية، وكذلك في العديد من الفنانات الأمريكيات من أصل أفريقي على قناة إم تي في.
بدأت هيوستن الغناء في الكنيسة عندما كانت طفلة وأصبحت مغنية في الجوقة في المدرسة الثانوية. بتشجيع من رئيس تسجيلات أريستا «كليف ديفيس»، وقعت عقدًا في سن التاسعة عشرة. حاز أول ألبومين لها عامي 1985 و 1987 المرتبة الأولى على بيلبورد 200 وكانت من بين الألبومات الأكثر مبيعًا في العالم على الإطلاق. لا تزال هي الفنانة الوحيدة التي لديها سبع أغنيات فردية متتالية على لائحة «يو إس بيلبورد هوت 100» من ألبوم «سأحتفظ بحبي من أجلك» سنة 1985 و«إلى أين تذهب القلوب المحطمة» سنة 1988.
ظهرت هيوستن على الشاشة لأول مرة في فيلم الإثارة الرومانسي «بودي كارد» (1992). سجلت ست أغنيات والموسيقى التصويرية للفيلم، متضمنةً «سأحبك دائمًا»، التي تلقت جائزة غرامي لتسجيل العام وأصبحت الأغنية الأكثر مبيعًا لامرأة في تاريخ الموسيقى. حصل الألبوم على جائزة غرامي لألبوم العام، يظل الألبوم الصوتي الأكثر مبيعًا في التاريخ.
تألقت هيوستن وسجلت الموسيقى التصويرية لفيلمين آخرين رفيعي المستوى، «انتظر لتتنفس» (1995) و «زوجة الواعظ» (1996)، وأصبحت الموسيقى التصويرية الأخيرة أكثر ألبومات الغناء الإنجيلي مبيعًا في التاريخ.
بعد النجاح المالي والتجاري الذي حققه «حبي هو حبك» (1998)، جددت هيوستن عقدها مع أريستا مقابل 100 مليون دولار. ومع ذلك، بدأت صراعاتها الشخصية تطغى على حياتها المهنية وتلقى ألبومها «جست ويتني» (2002) تقييمات متباينة.
نُشر تعاطيها للمخدرات وزواجها المضطرب من بوبي براون على نطاق واسع في وسائل الإعلام. وبعد انقطاع عن التسجيل دام ست سنوات، عادت هيوستن إلى قمة «بيلبورد 200» بألبومها الأخير «أتطلع إليك» (2009).
في 11 فبراير 2012، عُثر على جثمان هيوستن في بيفرلي هيلتون في بيفرلي هيلز، كاليفورنيا. أظهر تقرير الطبيب الشرعي أنها غرقت عرَضًا في حوض الاستحمام، متأثرةً بمرض القلب وتعاطي الكوكايين. تزامنت أخبار وفاتها مع جوائز غرامي لعام 2012 وظهرت بوضوح في وسائل الإعلام الدولية.

## حياتها ومسيرتها المهنية

### نشأتها وبداياتها المهنية (1963-1984)
ولدت ويتني «إليزابيث» هيوستن في 9 أغسطس 1963، في حي متوسط الدخل في نيوآرك، نيو جيرسي. كانت ابنة الجندي والمدير التنفيذي للترفيه جون راسل هيوستن الابن وأُمها مغنية الإنجيل إميلي «سيسي» درينارد هيوستن. شقيقها الأكبر مايكل مغني، وأخوها غير الشقيق هو لاعب كرة السلة السابق غاري جارلاند. والداها أمريكيان من أصل أفريقي. وفقًا لوالدتها، كانت هيوستن قريبةً للمطربين ديون وارويك ودي دي وارويك. وعرابتها دارلين لوف وعمتها الشرفية هي أريثا فرانكلين، التي التقت بها في سن 8 أو 9 عندما أخذتها والدتها إلى استوديو التسجيل. نشأت هيوستن معمدانية، لكنها انضمت أيضًا إلى الكنيسة الخمسينية.
بعد أعمال الشغب في نيوآرك سنة 1967، انتقلت الأسرة إلى منطقة الطبقة المتوسطة في إيست أورانج، نيو جيرسي، عندما كانت في الرابعة من عمرها وانفصل والداها فيما بعد.
في سن الحادية عشرة، بدأت هيوستن تؤدي عزفًا منفردًا في جوقة الإنجيل الصغيرة في كنيسة نيو هوب المعمدانية في نيوآرك، حيث تعلمت أيضًا العزف على البيانو. كان أول أداء فردي لها في الكنيسة هو «أرشدني أيها الرب العظيم».
حين كانت هيوستن لا تزال في المدرسة، علمتها أمها الغناء. كانت سيسي عضوًا في مجموعة «الإلهام الجميل» الذي افتتحه إلفيس بريسلي وغنى عنه. أمضت هيوستن بعض سنوات مراهقتها تتجول في النوادي الليلية حيث كانت سيسي تغني، وصعدت أحيانًا على المسرح وغنت معها. تطرقت هيوستن أيضًا لموسيقى تشاكا خان، غلاديس نايت، وروبرتا فلاك، التي سيكون لمعظمها تأثير فيها مغنيةً ومؤدية. سنة 1977، عندما كانت في الرابعة عشرة من عمرها، أصبحت مغنية مساعدة في أغنية «الحياة حفل» لـفرقة مايكل زاجر. سنة 1978، في سن 15، غنت هيوستن في الجوقة مع شاكا خان ولو رولز. التحقت بأكاديمية ماونت سانت دومينيك، وهي مدرسة ثانوية كاثوليكية للبنات في كالدويل، نيو جيرسي. تخرجت في ماونت ساِنت دومينيك سنة 1981. خلال سنوات مراهقتها، التقت هيوستن بروبين كروفورد، التي وصفتها بأنها «الأخت التي لم تنجبها أمي». أصبحت كروفورد أفضل صديقه لها، وشريكتها في الغرفة، ومساعدة تنفيذية لهيوستن. بعد أن وصلت هيوستن إلى النجومية، ترددت شائعات أن هيوستن وكروفورد على علاقة عاطفية، وهو ما نفاه كلاهما سنة 1987. سنة 2019، بعد عدة سنوات من وفاة هيوستن، ذكرت كروفورد أن علاقتهما في الماضي كان لها طابع جنسي، لكن هيوستن أخفت ذلك خوفًا من ردود الأفعال.
في أوائل الثمانينيات، بدأت هيوستن تعمل عارضة أزياء بعد أن رآها مصور في قاعة كارنيغي تغني مع والدتها. أصبحت أول امرأة سمراء تظهر على غلاف «سفنتين» و«غليمور»، و«كوزمبولتين» و«يونغ مس»، وظهرت في إعلان تلفزيوني للمشروبات الغازية في كندا. جعلها مظهرها وسحر «الفتاة المألوفة» إحدى أكثر عارضات الأزياء المراهقات شهرةً. سنة 1982، وحسب اقتراح الصديق القديم فاليري سيمبسون، وقعت هيوستن عقدًا مع «تارا برودكشنز» واستأجرت دانيال جيتلمان وسيمور فليكس وجين هارفي مديرين لأعمالها، واصلت هيوستن مسيرتها المهنية المزدهرة في التسجيل بالعمل مع المنتجين مايكل بينهورن، بيل لاسويل ومارتن بيسي في ألبوم «ون داون»، الذي أُضيف إلى مجموعة «متيريال» الموسيقية، ساهمت هيوستن في هذا المشروع بأغنية «ميموريز». وصف روبرت كريستجاو مشاركتها في «صوت القرية» بأنها «إحدى أجمل القصص التي سمعتها على الإطلاق». ظهرت أيضًا مغنيةً رئيسية في ألبوم «بول جبارا» بعنوان «بول جبارا آند فريندز» الذي أصدرته شركة «كولومبيا» سنة 1983.
سنة 1983، رأى جيري جريفيث، وكيل «إي أند آر» لتسجيلات أريستا، أداء هيوستن مع والدتها في ملهى ليلي في مدينة نيويورك، وأقنع رئيس أريستا كلايف ديفيس بإعطاء هيوستن فرصتها. أُعجب ديفيس بهيوستن وعرض على الفور عقد تسجيل عالمي، وقعته هيوستن. عرضت وكالات التسجيل على هيوستن عروض كثيرة بواسطة مايكل زاجر سنة 1980، ومِن تسجيلات إلكترا سنة 1981، لكن والدتها رفضت تلك العروض لأن ويتني لم تتم دراستها الثانوية بعد.
لاحقًا ظهرت هيوستن لأول مرة في التلفزيون الوطني مع ديفيس في برنامج ميرف جريفين. وأدّت أغنية «هوم» من موسيقى «ذا ويز». لم تبدأ هيوستن العمل على الألبوم على الفور.
أراد «ذا ليبل» التيقن من أنها لم توقع مع أي أحد آخر، وأراد «ديفيس» التحقق من أنه لديه المواد والمنتجين المناسبين لألبوم هيوستن الأول. واضطر بعض المنتجين لتمرير المشروع بسبب الالتزامات السابقة. سجلت هيوستن أول ثنائي مع تيدي بيندرجراس اسمه «هولد مي» الذي ظهر في ألبومه الذهبي «لاف لانغوج». صدرت الأغنية سنة 1984 وكان ذلك النجاح الأول لهيوستن، وأصبحت من أفضل 5 أغاني «آر أند بي» وظهر تيدي أيضًا في ألبومها الأول سنة 1985.

### 1985-1986: ويتني هيوستن وصعودها إلى الشهرة العالمية
مع إنتاج مايكل ماسر وكاشف وجيرمين جاكسون ونارادا مايكل والدن، صدر ألبوم ويتني هيوستن الأول في فبراير 1985 وباع 25 مليون نسخة حول العالم. فازت هيوستن بأول جائزة غرامي للغناء المطول.
أشادت مجلة «رولينج ستون» بهيوستن، واصفةً إياها بأنها «إحدى أكثر الأصوات الجديدة إثارة منذ سنوات» في حين وصفت صحيفة نيويورك تايمز الألبوم بأنه «عرض مثير للإعجاب وملتزم موسيقيًا لموهبة غنائية استثنائية». روّجت تسجيلات أريستا لألبوم هيوستن بثلاث أغنيات مختلفة من الألبوم في الولايات المتحدة والمملكة المتحدة ودول أوروبية أخرى. في المملكة المتحدة، كانت رقصة الفانك «أحدهم من أجلي» هي أول أغنية فردية، في حين كانت «كله مرة واحدة» الأولى في هولندا وبلجيكا، وأصبحت من أفضل 5 أغاني في قوائم الغناء الفردي.
في الولايات المتحدة، اختيرت الأغنية العاطفية «أنت تحب جيدًا» أغنيةً عظيمة في أول ظهور لهيوستن وشهرتها في السوق بدايةً. خارج الولايات المتحدة، فشلت الأغنية في جذب الانتباه الكافي لكنها أصبحت ناجحة في الولايات المتحدة، إذ أعطت الألبوم أول مرتبة عالية لها وهي المرتبة الثالثة في مخطط «يو إس بيلبورد»، والرقم 1 في مخطط آر أند بي. نتيجةً لذلك، بدأ بيع الألبوم بقوة، وواصلت هيوستن الترويج من خلال التجول في النوادي الليلية في الولايات المتحدة. وبدأت الغناء في البرامج الحوارية التلفزيونية في وقت متأخر من الليل.
صدرت «أفكر فيك» أغنيةً ترويجية لمحطات الراديو الموجهة فقط لـ «آر أند بي»، التي بلغت قمتها في المرتبة العاشرة على مخطط «آر أند بي» في الولايات المتحدة. في ذلك الوقت كانت «إم تي في» تتعرض لانتقادات شديدة لتفضيلها أغنيات البيض على حساب أغاني السود واللاتينيين والأقليات العرقية عمومًا.

## أفلامها
- 1992: الحارس : في دور راشيل مارون
- 1995: أين الرجال ؟ (في انتظار الزفير) : في دور سافانا جاكسون
- 1996: الواعظ والزوجة : في دور جوليا بيغز
- 1997:  أسطورة سندريلا : في دور العرابة الجنية العرابة
- 2012: البريق : في دور إيما

## وفاتها
توفت وهي بعمر 48 عاما في 11 من فبراير من عام 2012 في بيفرلي هيلز كاليفورنيا.

## روابط خارجية
- ويتني هيوستن على موقع IMDb (الإنجليزية)
- ويتني هيوستن على موقع ميتاكريتيك (الإنجليزية)
- ويتني هيوستن على موقع الموسوعة البريطانية (الإنجليزية)
- ويتني هيوستن على موقع روتن توميتوز (الإنجليزية)
- ويتني هيوستن على موقع مونزينجر (الألمانية)
- ويتني هيوستن على موقع قاعدة بيانات الأفلام العربية
- ويتني هيوستن على موقع ألو سيني (الفرنسية)
- ويتني هيوستن على موقع ميوزك برينز (الإنجليزية)
- ويتني هيوستن على موقع رولينغ ستون (الإنجليزية)
- ويتني هيوستن على موقع تيرنر كلاسيك موفيز (الإنجليزية)

## مواقع خارجية
- الموقع الرسمي
- صفحة ويتني هيوستن في موقع IMDb
- http://www.allmusic.com/album/jewels-in-the-crown-all-star-duets-with-the-queen-mw0000750042